# Горгану
Горгану (рум. Gorganu) — село у повіті Арджеш в Румунії. Входить до складу комуни Келінешть.
Село розташоване на відстані 95 км на північний захід від Бухареста, 13 км на схід від Пітешть, 112 км на північний схід від Крайови, 100 км на південний захід від Брашова.

## Населення
За даними перепису населення 2002 року у селі проживали 1012 осіб, з них 1010 осіб (99,8%) румунів. Рідною мовою 1011 осіб (99,9%) назвали румунську.